# Charles Taze Russell

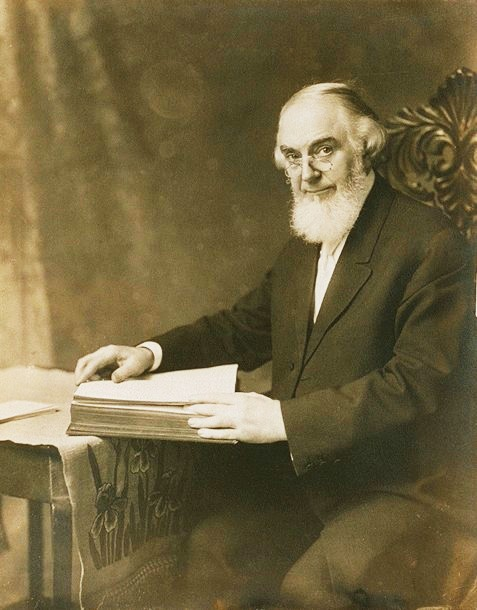
Charles Taze Russell 1911

Charles Taze Russell, ofta kallad Pastor Russell, född 16 februari 1852 i Pittsburgh, Pennsylvania, död 31 oktober 1916 i Pampa, Texas, var grundaren av en religiös rörelse (ibland kallad Bibelforskarna) som senare gav upphov till bland andra Jehovas vittnen.
Han grundade även tidskriften Zion's Watch Tower and Herald of Christ's Presence 1879, och Bibelsällskapet Vakttornet 1881. Efter att hans efterföljare splittrades 1918 bildades två organisationer, Bibelforskarna och de som senare skulle komma att kalla sig Jehovas vittnen.

## Tidigt liv
Charles Taze Russells föräldrar hette Joseph Lytel (uttalas som engelskans 'little') Russell och Ann Eliza Birney. De fick Charles måndagen den 16 februari 1852 i Allegheny i Pittsburgh, som det andra av fem barn, varav endast två överlevde till vuxen ålder. De andra barnen hette Thomas (1850–4 september 1855), Margaret som dog i slutet av 1940-talet, Lucinda (1857–21 juli 1858) och Joseph Lytel Junior (1859–25 april 1860). Deras mor dog den 25 januari 1861 vid 29 års ålder och deras far den 17 december 1897 vid 84 års ålder.
Familjen Russell hade bott i både Philadelphia och Allegheny innan de flyttade till Pittsburgh, där de blev respekterade medlemmar av den presbyterianska kyrkan. Charles blev i sina tidiga tonår affärspartner i faderns sybehörsaffär. Vid tolv års ålder skrev han affärskontrakt med kunder och fick ansvar för en del av sin fars andra klädesbutiker . Vid tretton års ålder lämnade han den presyterianska kyrkan för att istället gå med i Kongregationalistkyrkan, vars organisationsstruktur han föredrog framför den presbyterianska. I sin ungdom stod han ofta i stadens slumkvarter och läste upp bibelverser för att uppmärksamma människor på helvetet som de icke-troende kunde vänta sig. Vid sexton års ålder började han ifrågasätta sin tro efter ett samtal med en vän om motsägelser i vissa trosartiklar och medeltida kristna traditioner. Han började då undersöka andra synsätt och filosofier såsom konfucianism, buddhism, daoism och hinduism, men övergav snart dessa. När han hade nått arton års ålder, 1870, deltog han i en predikan av den välkände adventistpredikanten Jonas Wendell. Wendell fokuserade på sådant som Russell ansåg vara rationella och logiska resonemang relaterade till Bibelns profetior och kronologi, exempelvis han uppmärksamhet på året 1914 som antogs vara året för Kristi återkomst. Wendells predikan återupplivade Russells tro på att Bibeln var Guds ord och att alla kristna hade ett ansvar att predika om sanningen.

## Bibelverksamheten

### Början
Från 1870 till 1875 deltog familjen Russell med andra i ett analytiskt studium av både Bibeln och de traditionella kristna doktrinerna och trosuppfattningarnas ursprung. "Milleritadventister" George Storrs och George Stetson var också djupt involverade. Russells grupp ansåg att de hade funnit betydande misstag i den vanliga kristna trosuppfattningen. De ansåg att de hade nått en klarare förståelse av sann kristendom och döpte därför om sig 1874.
Under våren 1876, då Russell var på affärsbesök i Philadelphia, kom han över ett exemplar av tidskriften Herald of the Morning som utgavs i Rochester i New York av Nelson H. Barbour. Russell tog kontakt med Barbour för att bestämma möte i Philadelphia där de skulle jämföra sin studieresultat. Barbour presenterade en del nya tankar som bland annat övertygade Russell om att Uppryckandet skulle äga rum i april 1878. Russell hängav sig helt och hållet åt vad han uppfattade som de två sista åren innan Kristi återkomst. Han sålde sina fem klädaffärer för uppskattningsvis 300 000 dollar, vilket år 2005 motsvarade ungefär 5,5 miljoner dollar. Med hjälp av Russells engagemang och finansiella stöd skrev Barbour ett utkast till deras dåvarande syn i boken Three Worlds; or Plan of Redemption, som publicerades 1877, samma år som en text författad av Russell 1874, The Object and Manner of our Lord's Return, publicerades. Russells vilja att leda den kristna pånyttfödelsen visades av hans organiserande av två separata möten med alla kristna ledare i Pittsburgh. Russells idéer och betoning av Uppryckandets nära förekomst avvisades emellertid båda gånger.

### Brytningen med Barbourn
Då Uppryckandet inte skedde började Russells och Barbours förhållande knaka i fogarna. I boken Faith on the March, sida 27, skriver av en av Russells bekanta, Alexander Hugh Macmillan, så:
När jag talade med Russell om händelserna 1878 så berättade jag för honom om att Pittsburghstidningar hade rapporterat om att han [Russell] hade befunnit sig på Sixth Street, klädd i en vit skrud, natten för åminnelsen av Kristi död, förväntandes att bli tagen till himlen tillsammans med många andra. Jag frågade honom, "Stämmer detta?" Russell skrattade hjärtligt och sade: "Jag låg i sängen den natten mellan 10.30 och 11.00. Det är möjligt att vissa av de mer radikala var där, men det var inte jag. Jag förväntade mig heller inte att bli tagen till himlen vid det tillfället, för jag kände att det fanns mycket arbete kvar att utföra med att predika budskapet om riket för jordens folk innan kyrkan skulle tas bort."
Förvirrad över vad han såg som ett misstag i beräkningen gjorde Russell en ny undersökning av doktrinen för att se om den hade ett bibliskt ursprung eller endast var ett resultat av kristen tradition. Hans slutsats pekade på det senare och fick honom att börja undervisa, genom tidskriften Herald, om sina resultat. Barbour, som var djupt generad över deras missbedömning, avvisade emellertid Russells förklaring och en debatt påbörjades som fortsatte i varje månatligt exemplar av tidskriften från hösten 1878 till sommaren 1879. Efter ett par månader ledde Barbours genans honom till att återuppta vissa av de tankar som han och Russell tidigare hade haft. När deras oenighet ledde till en debatt om Kristi offerdöd uppstod en brytning mellan de två. Russell upphörde med sitt finansiella stöd och grundade en egen tidskrift, Zion's Watch Tower and Herald of Christ's Presence, med första numret utkommet i juli 1879, medan Barbour grundade Church of the Strangers samma år samtidigt som han fortsatte att publicera Herald of the Morning.

### Betydelsefulla publikationer
Zion's Watch Tower Tract Society grundades 1881 i syfte att sprida traktater, artiklar, dogmatiska avhandlingar och biblar. Allt material trycktes och bands genom kontrakt med lokala tryckerier för att sedan distribueras av kolportörer. Sällskapet beviljades officiellt de sedvanliga rättigheterna 1884. Från den tidpunkten intensifierades Russells bibliska verksamhet. Hans bibelstudiegrupp hade vuxit till hundratals lokala medlemmar, med efterföljare i New England, Virginia, Ohio och på andra platser, som årligen valde honom till "pastor". Andra församlingar som eventuellt bildades i andra länder följde också denna tradition.
Russell spenderade nästan en tiondel av sin förmögenhet, tillsammans med gåvor, på att publicera och distribuera Food for Thinking Christians 1881. Samma år följde The Tabernacle and its Teachings och Tabernacle Shadows of the Better Sacrifices. År 1886, efter vad som beskrevs som en finansiell tillbakagång efter de enorma utgifterna för dessa tre verk, publicerade han den sedan länge lovade The Plan of the Ages (senare omdöpt till The Divine Plan of the Ages). Under förberedelserna förklarade Russell att boken endast skulle vara den första av en serie på sju volymer. De återstående volymerna, som ursprungligen kallades Millennial Dawn, men senare omdöpta till Studies in the Scriptures, för att förtydliga att de inte var romaner, var:
- The Time is at Hand (1889)
- Thy Kingdom Come (1891)
- The Day of Vengeance – senare omdöpt till The Battle of Armageddon (1897)
- The At-one-ment Between God and Men (1899)
- The New Creation (1904)

Den försenade publiceringen av den sjunde volymen blev med tiden en källa till stor förväntan och mystifikation bland bibelforskarna. Året efter Russells död 1916 publicerades den sjunde volymen, med namnet The Finished Mystery. Den sjunde boken var, i enlighet med Russells plan, en detaljerad redogörelse för Uppenbarelseboken, men innefattade också tolkningar av Hesekiel och Höga visan. Direkt efter publicerandet av boken följde kontroverser, både gällande publicerandet och innehållet. Efter en kort tid visade det sig att boken egentligen hade skrivits och sammanställts av två av Russells medarbetare, Clayton J. Woodworth och George H. Fisher, samt redigerats av Joseph Franklin Rutherford.
Internationella bibelstudiesällskapet producerade under Russells ledning filmen Skapelsedramat i bilder (1914). Russell medverkar också i filmen, som var avancerad för sin tid med synkroniserat ljud. 
År 1903 tidningar publicera hans nedskrivna predikningar. Dessa papperspredikningar spreds över hela världen, och nådde så småningom en uppskattad läsarskara på mellan tolv och femton miljoner i USA. Genom dessa predikningar och annonsverksamhet av tidningsredaktörerna blev Russells ansikte ett av de mest igenkända i världen. Russell hade emellertid många kritiker och stämplades bland annat som en kättare. Allteftersom han blev mer framstående ökade antalet kritiker.

## Äktenskap
Den 13 mars 1879 gifte sig Russell med Maria Frances Ackley (1850–1938) efter endast några månaders sällskap. De separerade 1897 efter en rad tvister kring hennes roll i Vakttornet. Russell skrev ned sin version av händelserna den 15 juli 1906.

## Död och arv
Efter sin återkomst från sin bibelturné i västra och sydvästra USA dog Russell som följd av en rad krämpor den 31 oktober 1916, i en tågvagn nära Pampa i Texas. Han begravdes i Rosemont United Cemetery i Pittsburgh. Gravplatsen markeras av både en gravsten och en åtta fot hög pyramid som var en gåva från vänner och bekanta från Bibelsällskapet Vakttornet 1924.
I januari 1917 valdes Joseph Franklin Rutherford till ordförande ("president") för Bibelsällskapet Vakttornet trots en mängd ifrågasättanden i valprocessen. Ytterligare diskussioner uppstod över tolkningen av vissa delar av Russells testamente som behandlade framtiden för tidskriften Vakttornet såväl som vem, om någon, som hade rätt att trycka den nya litteraturen. Nästan tre fjärdedelar av församlingen valde att inte acceptera Rutherfords ökande antal förändringar i troslärorna som publicerades i Vakttornet så tidigt som 1918. För många bibelforskare (som de på den tiden kallades) var Rutherfords avvisande av den tidigare uppfattningen om Cheopspyramiden i november 1928 och hans avvisande av Russells roll i återställandet av sanningen i februari 1927, dropparna som fick bägaren att rinna över. De som stödde Rutherford antog snart namnet Jehovas vittnen (1931) och bytte namn på sällskapet från Watch Tower till Watchtower. Allteftersom deras medlemsantal ökade började Rutherford förändra organisationens struktur, från den relativa självständigheten hos varje enskild församling, till en mer centraliserad uppbyggnad, där de äldste valdes av Sällskapet, snarare än av de lokala församlingarna. Många av avhopparna bildade en egen organisation 1929 med ett inledande möte i "Bibelhuset" i Pittsburgh, som ofta hade använts av Russell.
Flera organisationer har antingen grundats kring, eller upptagit någon form av Russells tankar. Bland dessa kan nämnas Worldwide Church of God, Concordant Publishing Concern, Assemblies of Yahweh, Pastoral Bible Institute och Layman's Home Missionary Movement.

## Teologi och lära
Efter sitt analytiska studium av Bibeln kom Russell och andra bibelforskare att anse att vissa kristna trosuppfattningar och traditioner var farliga misstag. De ansåg att de hade återställt kristendomen till dess ursprungliga renhet. Sådana synpunkter och slutsatser betraktades som kätteri av kyrkliga ledare och forskare under hans tid. Russell var överens med andra protestanter om att Bibeln måste komma först, men ansåg att felaktigheter hade införts i tolkningen. Russell höll med många 1800-talsprotestanter, som milleriterna, om det "stora avfallet" som inleddes det första århundradet efter Kristus. Han höll också med många andra protestanter i deras tro på en Jesu förestående "andra ankomst", och Harmageddon. Vissa av de punkter där Russells syn skilde sig från katolikers och de flesta protestanters var:
- Russell bestred läran om helvetet. Han menade att de 144 000 rättfärdiga skulle återuppstå i himlen, men ansåg att resten av mänskligheten sov i döden i väntan på en återuppståndelse på jorden.
- Han trodde inte på treenighetsläran som den vanligtvis framställs. Russell trodde på Jesu gudomlighet, men skilde sig från ortodox kristendom genom att lära ut att Jesus hade erhållit sin gudomlighet från Fadern, efter sin död på pålen. Han lärde också ut att den heliga anden inte var en person, utan en manifestation av Guds kraft.
- Russell räknade ut att 1914 skulle vara det år då Jesu andra ankomst skulle äga rum, och vidhöll till sin död att Jesus var osynligt närvarande och styrde från himlen från det året. Han förutsade att en period, den "milda [eller lätta] tiden" skulle komma till sitt slut 1914 och att Jesus skulle ta tag i världens tillstånd och börja härska det året. Han tolkade utbrottet av första världskriget som begynnelsen av Harmageddon, som han betraktade som både en gradvis förstörelse av den civiliserade världen och en multinationell attack på ett återuppstått Israel följt av världsvid anarki.
- Han förkastade Bibelns vanliga kronologi, som publicerades av biskop Usher, och använde en direkt metod, och deduktivt resonerande för att räkna ut de 6 000 åren från Adam. Genom att korrelera beräkningen med profetiska tolkningar, fick han fram år 1914 som året för Jesus osynliga återkomst.

## Kritik och kontroverser
Så tidigt som 1892 kritiserades Russells synpunkter och ledarstil kraftigt av vissa personer i hans omgivning. År 1893 skrevs och spreds en artikel bland bibelforskare i Pittsburgh av medlemmarna Otto van Zech, Elmer Bryan, J.B. Adamson, S.G. Rogers, Paul Koetitz med fler. Artikeln uttryckte oro över att Russell var en diktatorisk ledare, en slug affärsman som verkade ivrig att kassera in pengar från försäljningen av Millennial Dawn-serien, bedrog en av dem för ekonomisk vinning och utgav tusentals exemplar under en kvinnlig pseudonym. En broschyr med titeln A Conspiracy Exposed and Harvest Siftings skrevs av Russell och utgavs som en extrapublikation till aprilnumret av Vakttornet 1894, för att försöka hindra dessa synpunkter från att nå en bredare läsarskara bland bibelforskarna. Russell tryckte kopior av brev som han fått av forna medlemmar för att visa att deras påståenden var felaktiga, och att de involverade styrdes av Satan i ett försök att stjälpa hans arbete som en "sanningens budbärare".